# Amphiura septa
Amphiura septa är en ormstjärneart som beskrevs av Christian Frederik Lütken 1859. Amphiura septa ingår i släktet Amphiura och familjen trådormstjärnor. Inga underarter finns listade i Catalogue of Life.